# Безбородов, Николай Максимович
Никола́й Макси́мович Безборо́дов (род. 12 февраля 1944, Сегежа, Медвежьегорский район, Карело-Финская ССР) — российский военный и политический деятель, депутат Государственной думы Федерального собрания Российской Федерации первого, второго, третьего и четвёртого созывов. Кандидат исторических наук, генерал-майор авиации, военный лётчик 1-го класса. Член Комитета Московского городского отделения партии «Патриоты России».

## Биография
Николай Максимович Безбородов родился 12 февраля 1944 года в городе Сегежа Медвежьегорского района Карело-Финской ССР, ныне административный центр Сегежского района Республики Карелия. Родители родом из Курской губернии (в 1931—1933 годах были раскулачены и высланы в Автономную Карельскую Социалистическую Советскую Республику).
После окончания Сегежской школы № 1 поступает в Сызранское высшее военное авиационное училище летчиков которое окончил в 1967 году с отличием (вертолётчик). Окончил Военно-политическую академию им. В. И. Ленина в 1975 году с отличием, адъюнктуру при Военно-воздушной академии им. Ю. А. Гагарина в 1983 году. После защиты подал рапорт с просьбой о направлении в Афганистан для использования накопленного теоретического материала в боевой обстановке. Однако по решению командования ВВС два с половиной года служил в управлении по работе с личным составом в Москве. Член КПСС в 1968—1991 годах. В августе 1991 года заявил, что из рядов Коммунистической партии добровольно выходить не собирается, так как вступил в неё по убеждению.
Был лётчиком-инструктором Сызранского училища (1967—1971), начальником политотдела отдельного вертолётного полка им. В. И. Ленина Дальневосточного военного округа. С 1983 года преподавал в Курганском высшем военно-политическом авиационном училище, заместитель начальника кафедры партийно-политической работы. С 1986 года — в политуправлении ВВС СССР. В 1988—1989 — начальник политотдела Саратовского высшего военного авиационного училища. С 1989 года — начальник Курганского высшего военно-политического авиационного училища. В августе 1991 года поддержал ГКЧП, отдал приказ по училищу подчиняться его решениям. С 26 июня 1992 года по 27 сентября 1993 года — начальник Курганского авиационно-технического училища. 27 сентября 1993 года в связи с отрицательной оценкой им Указа Президента РФ от 21.09.1993 № 1400 освобожден от занимаемой должности и направлен в распоряжение Главнокомандующего ВВС. 14 ноября 1993 года Н. М. Безбородову Указом Президента РФ присвоено воинское звание генерал-майор авиации.
12 декабря 1993 года избран в Государственную Думу РФ первого созыва по Восточному избирательному округу № 96 (Курганская область), набрав 43,9 % голосов. Входил в депутатскую группу «Российский путь» Сергея Бабурина, был заместителем председателя Комитета по обороне, в 1994 году возглавил народно-патриотическое движение «Отечество» Курганской области, затем стал лидером депутатской группы «Народовластие»,
17 декабря 1995 года избран в Государственную Думу второго созыва по Курганскому избирательному округу № 95. Был выдвинут избирателями, фактически шёл при поддержке КПРФ и регионального движения «Отечество». Был членом депутатской группы «Народовластие», председателем подкомитета по вопросам подготовки граждан РФ к военной службе и призыва их на военную службу Комитета по обороне, заместителем председателя Комитета по обороне.
19 декабря 1999 года избран депутатом Государственной Думы РФ третьего созыва по Курганскомку одномандатному избирательному округу (Курганская область), входил в состав депутатской группы «Регионы России», был заместителем председателя Комитета по обороне, заместителем председателя Комиссии по геополитике и членом Комиссии по содействию Югославии в преодолении последствий военной операции НАТО.
7 декабря 2003 года был избран в Государственную Думу РФ четвёртого созыва от Курганского избирательного округа № 96, был заместителем руководителя Фракции Народно-Патриотический Союз «Родина» (Партия Национального Возрождения «Народная Воля» — Социалистическая единая партия России — «Патриоты России»), членом Комитета по делам женщин, семьи и детей, членом Комиссии по рассмотрению расходов федерального бюджета, направленных на обеспечение обороны и государственной безопасности РФ.
Член Комитета Московского городского отделения партии «Патриоты России».
После работы в Думе — исполнительный директор в Фонде борьбы с беспризорностью Ирины Родниной.
На выборах 2015 года возглавил список кандидатов в депутаты Курганской областной Думы шестого созыва по единому избирательному округу, выдвинутого избирательным объединением "Политическая партия «НАЦИОНАЛЬНОЙ БЕЗОПАСНОСТИ РОССИИ». 28 июля 2015 года списку кандидатов отказано в регистрации, так как 26,9 % подписей избирателей признаны недостоверными и недействительными.

## Награды
Награждён орденом «За службу Родине в Вооружённых Силах СССР» III степени (в 1977 году за большой вклад в обучение и воспитание личного состава при освоении новой авиационной техники) и 12 медалями.
За время работы в Государственной Думе депутат Н. М. Безбородов награждён рядом государственных и ведомственных наград, Почетными грамотами Государственной Думы Федерального Собрания Российской Федерации;
Лауреат премии имени М. В. Ломоносова (с вручением золотой медали) — за выдающийся вклад в развитие науки, образования, культуры и искусства.

## Семья
- Родители Максим Дмитриевич (род. 1906, с. Муром, ныне Шебекинский район, Белгородская область, приговорен в 1933 году к спецпоселению в Карельской АССР, реабилитирован 30 октября 1993 года) и Фекла Федоровна были рабочими.
- Жена Тамара Ивановна была учительницей русского языка. После её смерти он женился снова.
- Жена Наталья Николаевна также учительница, более 20 лет проработала в школе, затем в аппарате Государственной Думы.
- Две дочери:
  - Наталья (род. 1969), учительница по образованию, работает в детском саду.
  - Екатерина (род. 1974), окончила юридический институт.
  - Внуки: Жилякова Софья Евгеньевна (2003). Студентка юридического факультета МГУ имени М.В.Ломоносова.